# Tripetalocera tonkinensis
Tripetalocera tonkinensis är en insektsart som beskrevs av Günther, K. 1938. Tripetalocera tonkinensis ingår i släktet Tripetalocera och familjen torngräshoppor. Inga underarter finns listade i Catalogue of Life.